# HB-Photometer
Ein HB-Photometer (oft auch HB-Checker genannt) bezeichnet ein elektronisches Messgerät zur Bestimmung des Hämoglobingehaltes des Blutes. Während im klinischen Umfeld hierzu labortechnische Großgeräte herangezogen werden, kommen bei Blutspendeaktionen vor Ort mobile Kleingeräte zum Einsatz.
Durch Punktion des Ohres oder der Fingerkuppe wird ein Blutstropfen entnommen und mittels einer Küvette eingezogen. Diese verfügt über einen Kapillarspalt, der mit einem chemischen Reagenz gefüllt ist. Durch die Reaktion des Blutes mit dem Reagenz ändert sich die Lichtdurchlässigkeit, was photometrisch erfasst werden kann. Dabei werden die spektralen Absorptions-Eigenschaften des Hämoglobins berücksichtigt.
Inzwischen gibt es auch Geräte, die ohne chemische Reagenzien auskommen.
Bekannte Hersteller von HB-Photometern sind z. B. die Firmen DiaSpect Medical, EKF Diagnostic und HemoCue.